# Helge Peukert
Helge Peukert (* 22. Juli 1956 in Northeim) ist ein deutscher Wirtschafts- und Staatswissenschaftler und  Professor an der Universität Siegen.

## Arbeit
Peukert begann 1976 mit dem Studium in Frankfurt am Main und erhielt 1983 ein Diplom in Soziologie und 1986 in Volkswirtschaftslehre. 1991 wurde er zum Doktor der Staats- und Wirtschaftswissenschaften promoviert, 1994 zum Doktor der Philosophie. Im September 1996 wurde er als Professor für Volkswirtschaftslehre an die Universität Lettlands berufen, wo er bis Juni 1997 blieb. Ab Januar selben Jahres war er Privatdozent an der Universität Frankfurt.
Von April 2003 war Peukert Hochschuldozent an der Universität Erfurt, ab 2006  außerplanmäßiger Professor für Finanzwissenschaft und Finanzsoziologie. Seit 2016 ist er außerplanmäßiger Professor an der Universität Siegen.
Sein Fokus liegt auf der Geschichte ökonomischen Denkens, Wirtschaftsgeschichte, heterodoxer Theoriebildung, Fundamentalökologie und Finanzmärkte sowie der Post-autistischen Ökonomie (Real World Economics).
Peukert wurde vom WDR in der Sendung Monitor anlässlich der Finanzkrise interviewt. Außerdem verfasst er Kommentare für den Deutschlandfunk und den Postwachstumsblog, in denen er ein neues Währungssystem in Form des Vollgelds propagiert. Er nimmt in tagespolitischen Medien wie der Süddeutschen Zeitung, der taz, der jungen Welt oder der Frankfurter Rundschau Stellung.
Er arbeitet als Autor für das Gabler Wirtschaftslexikon. Peukert ist Mitglied im Beirat von attac Deutschland und Gründungsmitglied der Gesellschaft für sozioökonomische Bildung und Wissenschaft (GSÖBW).
Peukert ist Unterzeichner eines Offenen Briefes zur Unterstützung von Forderungen der Scientist Rebellion, einem mit Scientists for Future vergleichbaren Ableger für Wissenschaftler von Extinction Rebellion.
Peukert ist Autor eines Forderungskatalogs für die „Letzte Generation“: Es müssten Notstandsgesetze eingeführt werden, die z. B. privaten Diesel-/Benzinverbrauch in fünf Jahren auf Null setzen sollen. Erlaubt sein soll nur noch ein Flug pro Jahr, Heizenergie wird nur zur Verfügung gestellt soweit es für 45m² nötig ist. Die Lehre soll auf eine „Überlebenwissenschaft“ ausgerichtet werden. Bürgerräte sollen Feedback geben und Vorschläge einbringen.

## Werke
- Klimaneutralität jetzt! Update 2022, Metropolis, Marburg 2022, ISBN 978-3 7316-1500-2.
- Klimaneutralität jetzt!, Metropolis, Marburg 2021, ISBN 978-3 7316-1470-8.
- Makroökonomische Lehrbücher: Wissenschaft oder Ideologie?, Metropolis, Marburg 2018, ISBN 978-3 7316-1335-0.
- Mikroökonomische Lehrbücher: Wissenschaft oder Ideologie?, Metropolis, Marburg 2018, ISBN 978-3-7316-1303-9.
- Das Moneyfest: Ursachen und Lösungen der Finanzmarkt- und Staatsschuldenkrise. Metropolis, Marburg 2013, ISBN 978-3-7316-1042-7.
- Die große Finanzmarkt- und Staatsschuldenkrise : eine kritisch-heterodoxe Untersuchung. Metropolis, Marburg 2013, ISBN 978-3-7316-1014-4.
- Das tradierte Konzept der Staatswissenschaft. de Gruyter Recht, Berlin 2005, ISBN 3-89949-217-X.
- Thomas Dürmeier, Tanja von Egan-Krieger, Helge Peukert (Hrsg.): Die Scheuklappen der Wirtschaftswissenschaft. Postautistische Ökonomik für eine pluralistische Wirtschaftslehre. Metropolis, Marburg 2006, ISBN 3-89518-564-7.